# Три ніндзя
«Три ніндзя» (англ. 3 Ninjas) — американський сімейний комедійний бойовик 1992 року режисера Джона Тертлтауба. Це перший фільм з серії про трьох братів, які навчаються бойовим мистецтвам у свого діда-ніндзя. Попри змішані відгуки критиків, фільм став несподіваним хітом у прокаті й здобув популярність серед дитячої аудиторії.

## Сюжет
Троє братів — Семюел (Рокі), Джеффрі (Кольт) і Майкл (Тум-Тум) Дугласи — щоліта відвідують свого японського діда Седжі, який навчає їх бойових мистецтв і мудрості ніндзя. Брати отримують свої бойові імена відповідно до особистих рис характеру.
Їхній батько, агент ФБР, розслідує справу міжнародного злочинця Г'юго Снайдера, колишнього учня діда. Коли Снайдер викрадає хлопців, щоб натиснути на батька, брати самостійно дають йому відсіч, використовуючи вивчені прийоми ніндзя.

## У ролях
| Актор             | Роль                 |
| ----------------- | -------------------- |
| Віктор Вонг       | дід Седжі Танна      |
| Майкл Трейнер     | Рокі Семюел Дуглас   |
| Макс Елліот Слейд | Кольт Джеффрі Дуглас |
| Чад Пауер         | Тум-Тум Майкл Дуглас |
| Ренд Кінгслі      | Г'юго Снайдер        |
| Алан Макрей       | Сем Дуглас батько    |
| Моргана Ігнассіас | Емі                  |

## Виробництво
Фільм знято студією Touchstone Pictures з невеликим бюджетом. Зйомки проходили переважно в Каліфорнії.

## Випуск і успіх
Прем'єра фільму відбулася 7 серпня 1992 року. Стрічка зібрала понад 29 мільйонів доларів при бюджеті в 2,5 мільйона. Успіх фільму зумовив створення трьох сиквелів.

## Сиквели
1. 3 Ninjas Kick Back (Три ніндзя вирушають до школи, 1994)
2. 3 Ninjas Knuckle Up (Три ніндзя на шляху до мегаперемоги, 1995)
3. 3 Ninjas: High Noon at Mega Mountain (Три ніндзя: Висока місія, 1998)

## Оцінки та критика
Фільм отримав змішані відгуки: критики вказували на простий сюжет і клішованість, але глядачам сподобалась комедійна й динамічна подача. На сайті Rotten Tomatoes рейтинг критиків низький, утім фільм має культовий статус серед фанатів 90-х.

## Цікаві факти
- Фільм поєднує елементи комедії, пригод і бойових мистецтв.
- Віктор Вонг грав діда у всіх фільмах серії, крім останнього.
- У німецькому прокаті фільм мав назву Die Ninja-Kids.